# 김도영 (1939년)
김도영(金道英, 1939년 5월 20일, 일제강점기 경상남도 부산시 동래구 부곡동 ~ )는 대한민국의 제1·2·3대 부산광역시 금정구의원이다.

## 학력
- 금정국민학교 졸업
- 동래중학교 졸업
- 동래고등학교 졸업
- 부산대학교 법률학과 학사 졸업

### 비학위 수료
- 부산대학교 행정대학원 행정학 석사 과정 수료

## 경력
- 새마을금고 연합회 동래구 지회장
- 1991.04 ~ 1995.06 제1대 부산직할시 금정구의회 의원
- 1991.04 ~ 1993.03 제1대 부산직할시 금정구의회 전반기 부의장
- 1992.03 ~ 1993.03 제1대 부산직할시 금정구의회 전반기 총무사회산업위원회 위원
- 1993.03 ~ 1995.03 제1대 부산직할시 금정구의회 후반기 도시산업위원회 위원
- 1995.03 ~ 1995.06 제1대 부산직할시 금정구의회 후반기 도시산업위원회 위원
- 부곡동 새마을금고 이사장
- 부곡1동 동정자문위원회 위원
- 부곡1파출소 선진질서위원회 위원장
- 부산지방검찰청 동부지청 청소년 선도협의회 회장
- 부곡1동 방위협의회 고문
- 부곡1동 새마을협의회 고문
- 2002년 아시안게임 부산유치추진위원회 위원
- 1995.07 ~ 1998.04 제2대 부산광역시 금정구의회 의원
- 1995.07 ~ 1997.01 제2대 부산광역시 금정구의회 전반기 의장
- 1997.01 ~ 1998.04 제2대 부산광역시 금정구의회 후반기 총무사회위원회 위원
- 1998.11 ~ 2002.06 제3대 부산광역시 금정구의회 의원
- 2000.07 ~ 2002.06 제3대 부산광역시 금정구의회 후반기 도시산업위원회 위원

## 역대 선거 결과
|  | 0% |

|  | 60.70% |

|  | 0% |